# Corey Yuen
Corey Yuen Kwai, noto anche come Cory Yuen (元奎T; Yuán KuíP; Hong Kong, 15 febbraio 1950 – Canada, 2022), è stato un regista, attore e produttore cinematografico cinese di Hong Kong.

## Biografia
Frequentò insieme a Jackie Chan, Yuen Biao e Sammo Hung la Chinese Opera Academy. Morì in Canada nel 2022, per complicazioni da Covid-19, ma il suo decesso fu divulgato solo due anni dopo: ne diede l'annuncio Jackie Chan, senza precisare il giorno. 

## Filmografia parziale

### Regista
- Ninja in the Dragon's Den   (1982)
- Yes, Madam (1985)
- Kickboxers - Vendetta personale (No Retreat, No Surrender), co-regia con David Worth (1986)
- Righting Wrongs  (1986)
- Artigli di tigre - Il ritorno (No Retreat, No Surrender 2: Raging Thunder) - conosciuto anche come La vendetta dei maestri di Kickboxing (1988)
- In the Blood (1988)
- Dragons Forever (1988)
- La leggenda del drago rosso (新少林五祖, Hong Xiguan zhi Shaolin wu zu), co-regia con Wong Jing (1994)
- Meltdown - La catastrofe (麻雀飛龍, Shu dan long wei), co-regia con Wong Jing (1995)
- Hun shen shi dan ,  (1998)
- Freedom serie tv , 1 episodio  (2000)
- Kuen sun ,  (2001)
- So Close ,  (2002)
- The Transporter (Le transporteur), co-regia con  Louis Leterrier (2002)
- La spada e la rosa (千机变:花都大战, Chin gei bin II: Faa dou dai zin), co-regia con Patrick Leung (2004)
- DOA: Dead or Alive (2006)

### Regista della seconda unità eaction director
- X-Men, regia di Bryan Singer (2000)
- Kiss of the Dragon, regia di Chris Nahon (2001)
- The One, regia di James Wong (2001)
- Transporter: Extreme (Transporter 2), regia di Louis Leterrier (2005)

### Attore
- Dalla Cina con furore (精武門, Jing wu men), regia di Lo Wei (1972)
- L'ira viene dalla Cina (狼狈为奸, Lang bei wei jian), regia di Wu Ma (1974)
- Il dragone vola alto (The Man from Hong Kong), regia di Brian Trenchard-Smith e Jimmy Wang Yu (1975)
- Io... Bruce Lee (Lei Siu Lung jyu ngo), regia di Mar Lo (1976)
- Il gigante dell'Himalaya (猩猩王, Xing xing wang), regia di Ho Meng-hua (1977)
- La tigre si scatena ( 被迫, Bei po), regia di Shan Hua (1977)
- La prima missione (龍的心, Long de xin), regia di Sammo Hung (1985)
- Meltdown - La catastrofe (麻雀飛龍, Shu dan long wei), co-diretto Jing Wong (1995)